# Sophie von Todesco

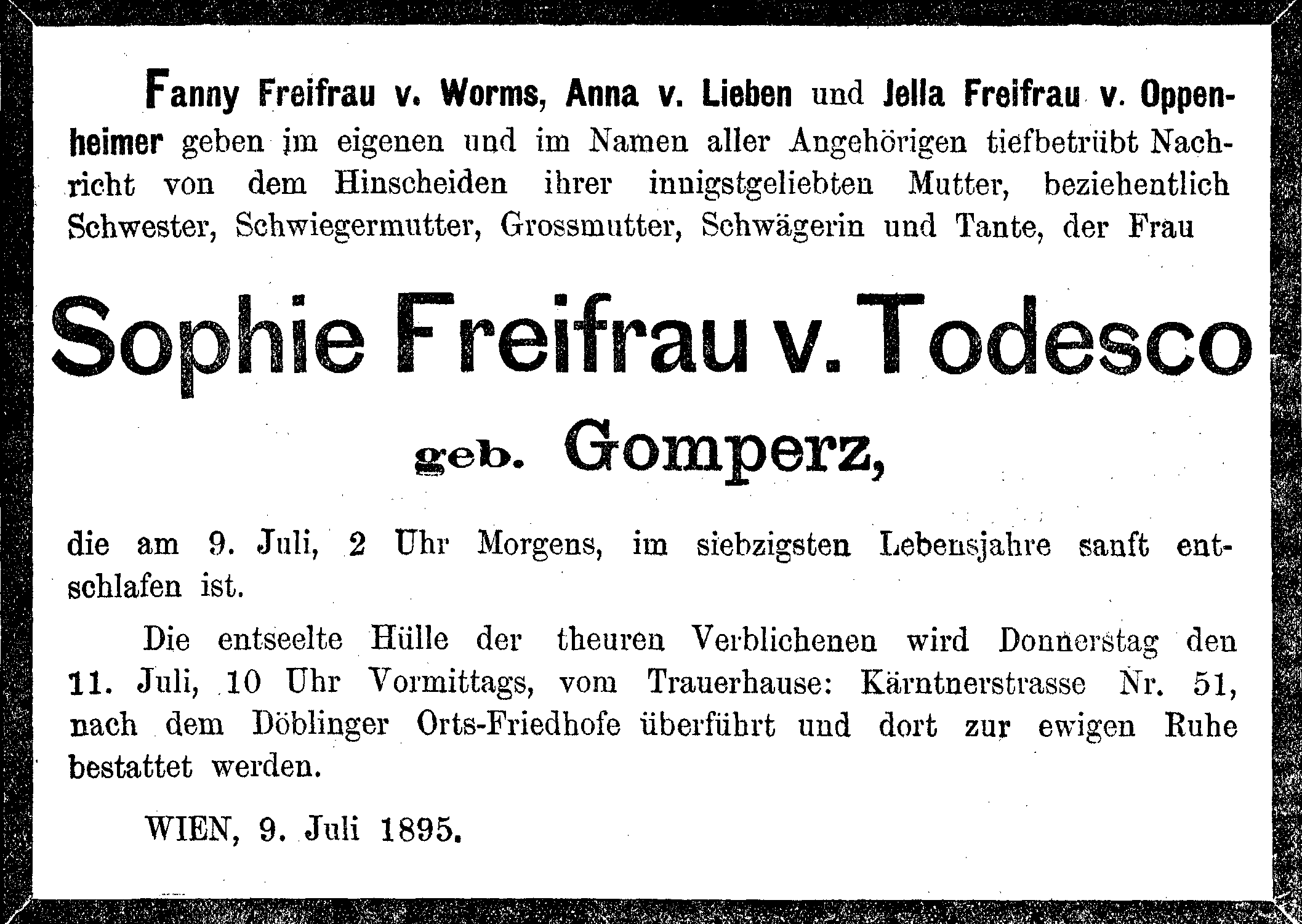
Neue Freie Presse, Wien, Nr. 11089, 10. Juli 1895

Sophie von Todesco (* 22. Juli 1825 in Brünn, Kaisertum Österreich; † 9. Juli 1895 in Wien, Österreich-Ungarn) war eine Salonnière der Wiener Ringstraßenepoche.

## Leben
Sophie Gomperz stammte aus angesehener und wohlhabender Familie. Sie war die Tochter von Philipp Josua Feibelman Gomperz (1782–1857) und von Henriette Gomperz, geborene Auspitz (1792–1881). Sie war die Schwester des Altphilologen Theodor Gomperz und der Großunternehmer Max und Julius von Gomperz sowie Tante des Philosophen Heinrich Gomperz. 
Sophie heiratete 1845 den Unternehmer und Philanthrop Eduard von Todesco und führte in seinem Palais einen berühmten Salon. Zu den Gästen zählten unter anderem die Politiker Alexander Freiherr von Bach, Friedrich Ferdinand Graf von Beust, Anton Freiherr von Doblhoff-Dier, Anton Ritter von Schmerling, die Schriftsteller Eduard von Bauernfeld, Franz von Dingelstedt, Ludwig Ganghofer, Friedrich Halm, der Komponist Johann Strauss (Sohn), der Industrielle Isidor Mautner sowie Burgtheaterdirektor Heinrich Laube. Seit 1892 war Hugo von Hofmannsthal häufiger Gast im Salon Sophie von Todescos.
Das Paar hatte vier Kinder: Anna, verheiratete von Lieben (1847–1900), »Jella« Gabriele (1854–1943), zeitweise verheiratet mit Ludwig Freiherr von Oppenheimer, Hermann (1849–1876) und Franziska »Fanny« (1846–1922), seit 1864 mit Baron Henry de Worms (später 1st Baron Pirbright of Pirbright; 1840–1903) verheiratet.
Sophies Schwester Josephine von Wertheimstein führte ebenfalls einen bekannten Salon in Wien.